# Masciago Primo
Masciago Primo là một đô thị ở tỉnh Varese trong vùng Lombardia, có cự ly khoảng 60 km về phía tây bắc của Milan và khoảng 12 km về phía tây bắc của Varese. Tại thời điểm ngày 31 tháng 12 năm 2004, đô thị này có dân số 289 người và diện tích là 1,9 km².
Đô thị Masciago Primo có các frazioni (đơn vị trực thuộc, chủ yếu là các làng) Località Mondada and Località Muniscione.
Masciago Primo giáp các đô thị: Bedero Valcuvia, Cunardo, Ferrera di Varese, Rancio Valcuvia.